# Denny Hamlin

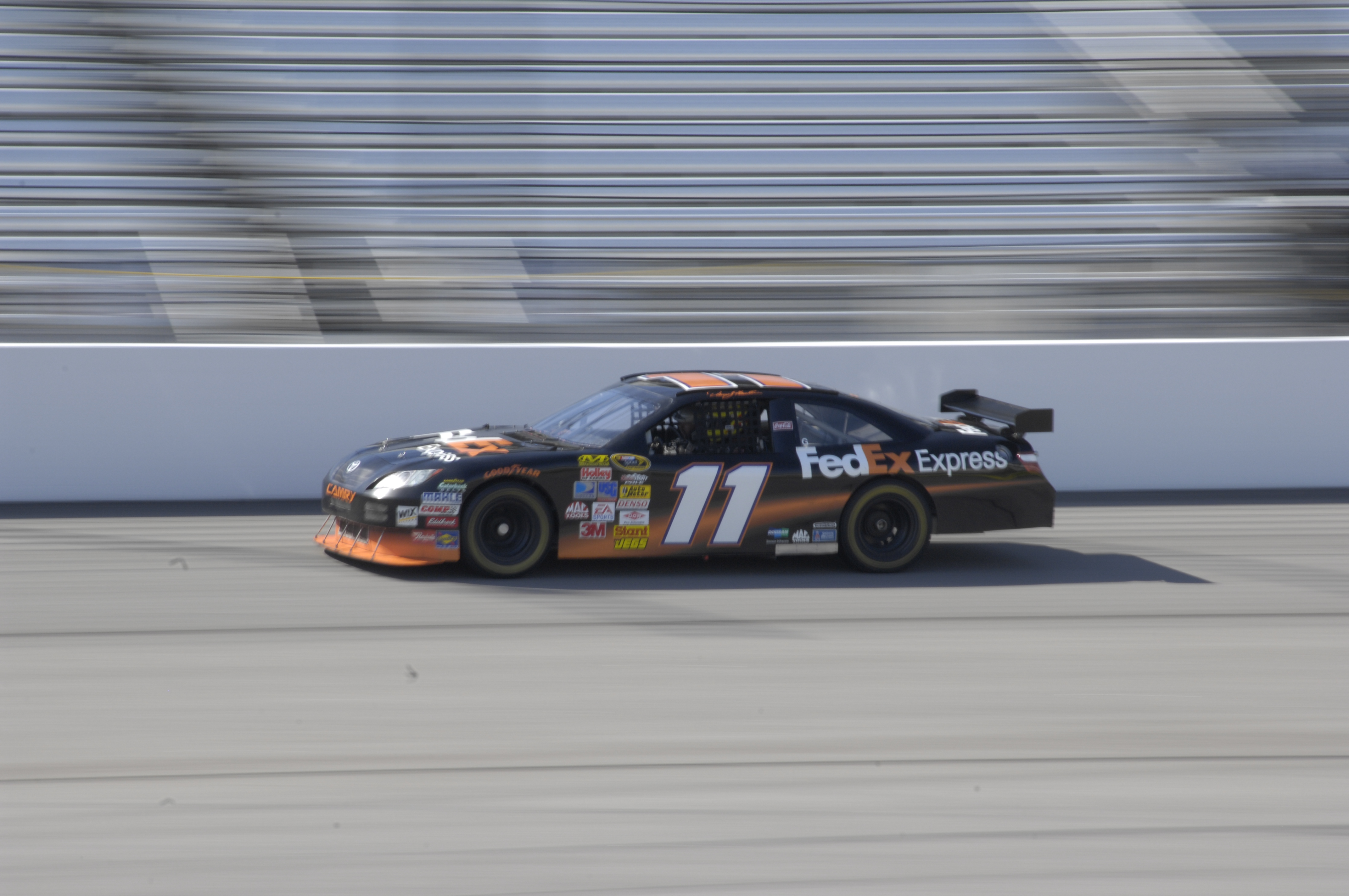
Hamlin in 2010

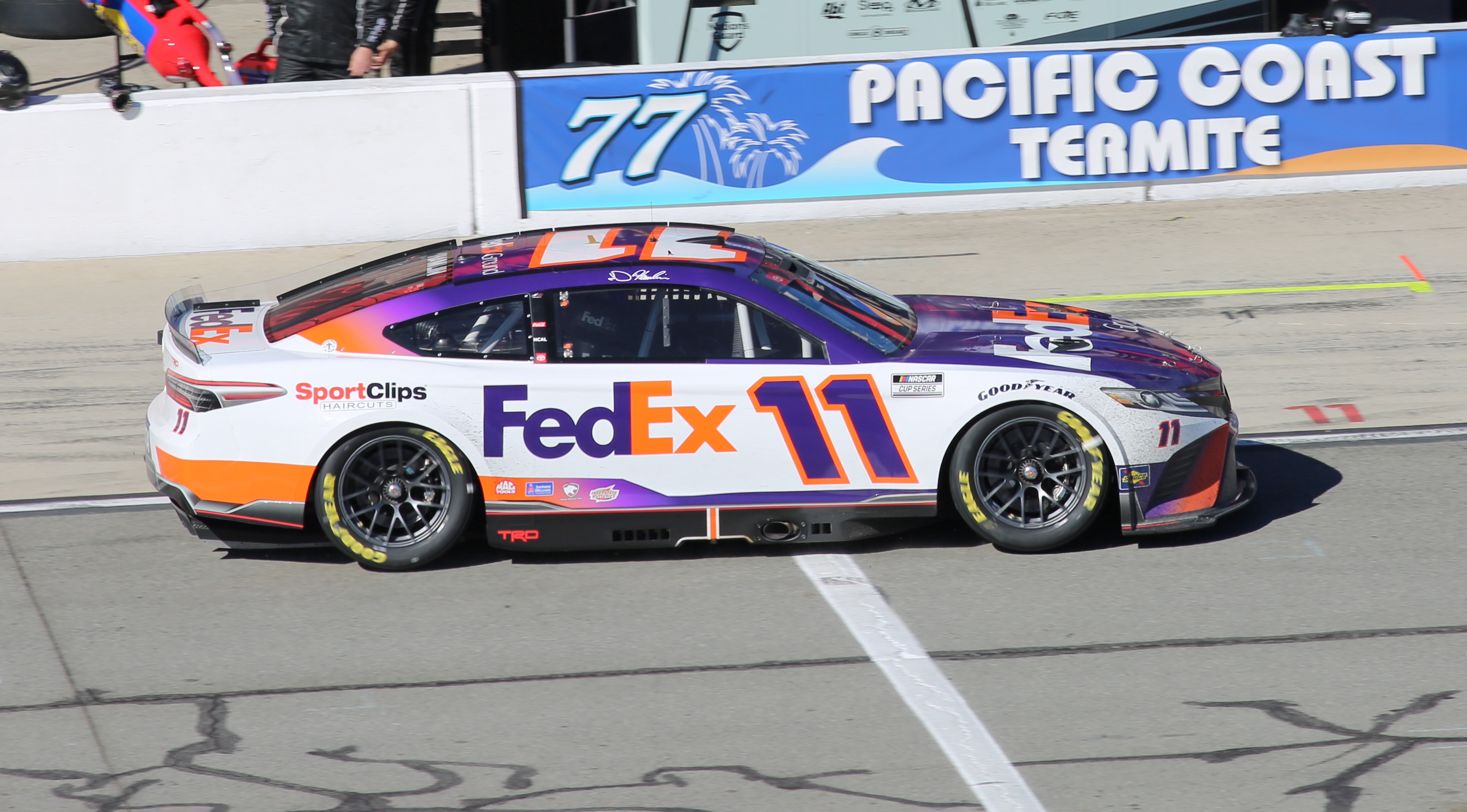
Hamlin in 2022

James Dennis Alan (Denny) Hamlin (Tampa, Florida, 18 november 1980) is een Amerikaans autocoureur die actief is in de NASCAR Sprint Cup. Hij won de Daytona 500 3 keer, in 2016, 2019 en 2020.

## Carrière
Hamlin startte zijn carrière in de NASCAR in de Nationwide Series en de Camping World Truck Series in 2004. In 2006 behaalde hij een eerste overwinning in de Nationwide Series op de Autódromo Hermanos Rodríguez en later dat jaar op de Darlington Raceway won hij een tweede keer. Hij werd vierde in de eindstand. In de periode 2007-2008 won hij zeven keer in deze raceklasse.
In 2005 maakte hij zijn debuut in de NEXTEL/Sprint Cup. En jaar later reed hij fulltime in het kampioenschap en won hij de Pocono 500 en de Pennsylvania 500, beide races die gereden worden op de Pocono Raceway. Hij finishte derde in de eindstand en werd rookie of the year. In 2007 won hij de Lenox Industrial Tools 300 en in 2008 de Goody's Cool Orange 500 en werd tijdens twee jaar respectievelijk twaalfde en achtste in de eindstand van de Cup.
In 2009 won hij de Pennsylvania 500 een tweede keer en later de Chevy Rock & Roll 400, de laatste race van het reguliere seizoen. Tijdens de Chase for the Championship won hij de TUMS Fast Relief 500 en de seizoensafsluiter Ford 400 op de Homestead-Miami Speedway en finishte hij op de vijfde plaats in de eindstand.
In 2010 had hij met acht overwinningen de meeste races gewonnen van het hele deelnemersveld. Hij begon de Chase for the Championship, de laatste twaalf races van het jaar, op de eerste plaats in de stand met tien punten voorsprong op de latere kampioen Jimmie Johnson en werd uiteindelijk vice-kampioen. Hij won de races Goody's Fast Pain Relief 500, Samsung Mobile 500,Southern 500,Gillette Fusion ProGlide 500,Heluva Good! Sour Cream Dips 400,Air Guard 400,TUMS Fast Relief 500 en AAA Texas 500.

## Resultaten in de NASCAR Sprint Cup
Sprint Cup resultaten (aantal gereden races, polepositions, gewonnen races en positie in het kampioenschap)
| Jaar | Team                 | Races | Polepositions | Overwinningen | Kampioenschap |
| ---- | -------------------- | ----- | ------------- | ------------- | ------------- |
| 2005 | Joe Gibbs Racing #11 | 7     | 1             | 0             | 41e           |
| 2006 | Joe Gibbs Racing #11 | 36    | 3             | 2             | 3e            |
| 2007 | Joe Gibbs Racing #11 | 36    | 1             | 1             | 12e           |
| 2008 | Joe Gibbs Racing #11 | 36    | 1             | 1             | 8e            |
| 2009 | Joe Gibbs Racing #11 | 36    | 1             | 4             | 5e            |
| 2010 | Joe Gibbs Racing #11 | 36    | 2             | 8             | 2e            |
| 2011 | Joe Gibbs Racing #11 | 36    | 0             | 1             | 9e            |
| 2012 | Joe Gibbs Racing #11 | 36    | 3             | 5             | 6e            |
| 2013 | Joe Gibbs Racing #11 | 32    | 5             | 1             | 23e           |
| 2014 | Joe Gibbs Racing #11 | 36    | 4             | 3             | 3e            |
| 2015 | Joe Gibbs Racing #11 | 36    | 4             | 3             | 9e            |
| 2016 | Joe Gibbs Racing #11 | 36    | 1             | 4             | 6e            |
| 2017 | Joe Gibbs Racing #11 | 36    | 2             | 3             | 6e            |
| 2018 | Joe Gibbs Racing #11 | 36    | 5             | 0             | 11e           |
| 2019 | Joe Gibbs Racing #11 | 36    | 4             | 6             | 4e            |
| 2020 | Joe Gibbs Racing #11 | 36    | 3             | 7             | 4e            |
| 2021 | Joe Gibbs Racing #11 | 36    | 5             | 2             | 3e            |
| 2022 | Joe Gibbs Racing #11 | 36    | 2             | 2             | 5e            |
| 2023 | Joe Gibbs Racing #11 | 36    | 1             | 3             | 5e            |
| 2024 | Joe Gibbs Racing #11 | 36    | 3             | 3             | 8e            |

*- seizoen bezig